# カンタ＝ハメ県
カンタ＝ハメ県（カンタ＝ハメけん、フィンランド語: Kanta-Häme [ˈkɑn̪t̪ɑˌhæme̞(ʔ)]、スウェーデン語: Egentliga Tavastland）は、フィンランドの行政区。首都ヘルシンキのあるウーシマー県の北にあり、南西スオミ県、サタクンタ県、ピルカンマー県、パイヤト＝ハメ県と接している。
5706平方kmの面積であり、人口は17万1千人弱。県庁所在地であるハメーンリンナが最大の都市であり、リーヒマキ、フォルッサがそれに続いて大きい。

## 歴史
ハメを参照

## 県章
県章は古い時代の行政区画、ハメ時代のものを使用している。

## 下位行政区
県下には3つの郡があり、その下に11の下位行政区がある。
| フォルッサ郡: フォルッサ（Forssa） フンッピラ（Humppila） ヨキオイネン（Jokioinen） タンメラ（Tammela） ユパヤ（Ypäjä） | ハメーンリンナ郡: ハットゥラ（Hattula） ハメーンリンナ（Hämeenlinna） ヤナッカラ（Janakkala） | リーヒマキ郡: ハウスヤルヴィ（Hausjärvi） ロッピ（Loppi） リーヒマキ（Riihimäki） |